# Plăcerile orașului
Plăcerile orașului (titlul original: în franceză Le Tracassin ou Les plaisirs de la ville) este un film de comedie francez, realizat în 1961 de regizorul Alex Joffé, protagoniști fiind actorii Bourvil, Pierrette Bruno, Armand Mestral și Yvonne Clech.

## Rezumat
André Loriot lucrează pentru doctorul Clairac într-un laborator care produce pastile euforice. Caută în zadar un apartament în care să se stabilească și să întemeieze o familie cu femeia care îl iubește, Juliette. Pentru a se motiva și a face față eșecurilor pe care le întâmpină la tot pasul, decide să înghită o doză excesivă de tablete euforice...

## Distribuție
- Bourvil – André Loriot, laborant
- Pierrette Bruno – Juliette, logodnica lui André
- Armand Mestral – doctorl Clairac, patronul lui André și Juliette
- Harry-Max – Monsieur Crollebois, lăcătușul
- Yvonne Clech – Doamna de la schimb, profesoară de muzică
- Rosy Varte – patronul restaurantului
- Léo Campion – Monsieur Van Hooten
- Mario David – instructorul sportiv
- Maria Pacôme – Madame Gonzalès, amanta doctorului
- Lucie Arnold – chelnerița brunetă a restaurantului
- Alan Beach –
- Teddy Bilis – clientul de la masa 8
- Solange Certain – fata de la telefon
- Charpini – coaforul
- Nicole Chollet – o infirmieră de la clinică
- Dominique Davray – portăreasa lui Loriot
- Chantal Deberg – chelnerița blondă
- Françoise Deldick – plimbărețul de sub arcade
- Max Desrau – omul pătat de la restaurant
- Maurice Garrel – agentul de circulație
- Lucien Guervil – un agent de poliție
- Micheline Luccioni – Jeannette, chelnerița
- Christian Marin – un caisier de la bancă
- Monique Messine – florăreasa
- Albert Michel – un bărbat la clinică
- Antoinette Moya – recepționerul de la laborator
- Gaston Ouvrard – un client de la bancă
- Mireille Perrey – patroana magazinului Babylis
- Jean-Pierre Rambal – persoana cu mai multe apariții
- Pierre Repp – amatorul de căpșuni la restaurant
- Diane Wilkinson – englezoaica însărcinată

## Lansare
Filmul Plăcerile orașului a avut premiera în Paris pe data de 20 decembrie 1961.
În România premiera filmului a avut loc la data de 16 iulie 1962 la cinematografele „Magheru”, „V. Alecsandri”, „23 August” (sală și grădină) și „Volga” din capitală.

## Premii
- 1961 Premiul Prix Courteline pentru umor cinematografic din 1961 a fost acordat lui Bourvil pentru interpretarea lui „trocasssé”[7].